# Jackie Earle Haley
Jackie Earle Haley  (* 14. července 1961, Northridge, Kalifornie, USA) je americký herec známý díky postavě Freddyho Kruegera v remaku známého hororového filmu Noční můra v Elm Street.

## Biografie
Narodil se 14. července 1961 v Northridge. Svoji hereckou kariéru začal již v jedenácti letech. První filmovou rolí (i když malou) získal v Schlesingerově adaptaci slavného románu Nathanaela Westa Den kobylek.
V roce 1976 si zahrál Kellyho Leaka, mladíka, který se vzpouzí autoritám, v komedii Špatné zprávy pro Medvědy. Roli Kellyho si zahrál, ještě ve dvou pokračováních, ale to už byl velký propadák. Poslední významnou dětskou roli ztvárnil ve filmu A co dál.... Po natočení filmu Panictví po americku v roce 1983 přestal být o něj zájem, až do roku 2006, kdy obdržel opět významnou roli a to sice ve filmu Všichni královi muži. 3. dubna 2009 bylo potvrzeno, že ztvární roli Freddyho Kruegera v nově připravovaném remaku slavného hororového filmu Noční můra v Elm Street. Roli popáleného školníka by měl poté ztvárnit, ještě v dalších pokračováních.